# Брейді Шей
Брейді Шей (англ. Brady Skjei, нар. 26 березня 1994, Лейквіль) — американський хокеїст, захисник клубу НХЛ «Нашвілл Предаторс». Гравець збірної команди США.

## Ігрова кар'єра
Хокейну кар'єру розпочав ще на юніорському рівні в 2010 році потрапивши до системи з розвитку юніорського хокею США.
2012 року був обраний на драфті НХЛ під 28-м загальним номером командою «Нью-Йорк Рейнджерс». В цей час Брейді захищав кольори університетської команди з Міннесоти. З 2014 по 2016 виступав за «Гартфорд Вулф Пек» (АХЛ)
З 2015 по 2020 року захищав кольори клубу НХЛ «Нью-Йорк Рейнджерс».
4 лютого 2020 перейшов за обміном між клубами до «Кароліна Гаррікейнс».
1 липня 2024 року уклав контракт із клубом «Нашвілл Предаторс».

## На рівні збірних
У складі юніорської збірної США став чемпіоном світу.
Був гравцем молодіжної збірної США, у складі якої брав участь у 16 іграх.
У складі збірної команди США чемпіон світу 2025 року.

## Нагороди та досягнення
- Молодіжна команда всіх зірок НХЛ — 2017.

## Статистика

### Клубні виступи
| Сезон        | Клуб                      | Ліга         | Регулярний сезон | Регулярний сезон | Регулярний сезон | Регулярний сезон | Регулярний сезон | Плей-оф | Плей-оф | Плей-оф | Плей-оф | Плей-оф |
| Сезон        | Клуб                      | Ліга         | І                | Г                | П                | О                | ШХ               | І       | Г       | П       | О       | ШХ      |
| ------------ | ------------------------- | ------------ | ---------------- | ---------------- | ---------------- | ---------------- | ---------------- | ------- | ------- | ------- | ------- | ------- |
| 2010–11      | США                       | ХЛСШ         | 36               | 1                | 5                | 6                | 14               | 2       | 0       | 0       | 0       | 0       |
| 2011–12      | США                       | ХЛСШ         | 24               | 3                | 9                | 12               | 12               | —       | —       | —       | —       | —       |
| 2012–13      | Міннесотський університет | НКАА         | 36               | 1                | 2                | 3                | 14               | —       | —       | —       | —       | —       |
| 2013–14      | Міннесотський університет | НКАА         | 40               | 6                | 8                | 14               | 30               | —       | —       | —       | —       | —       |
| 2014–15      | Міннесотський університет | НКАА         | 33               | 1                | 9                | 10               | 32               | —       | —       | —       | —       | —       |
| 2014–15      | «Гартфорд Вулф Пек»       | АХЛ          | 8                | 0                | 0                | 0                | 0                | 15      | 1       | 2       | 3       | 16      |
| 2015–16      | «Гартфорд Вулф Пек»       | АХЛ          | 68               | 4                | 24               | 28               | 36               | —       | —       | —       | —       | —       |
| 2015–16      | «Нью-Йорк Рейнджерс»      | НХЛ          | 7                | 0                | 0                | 0                | 4                | 5       | 0       | 2       | 2       | 2       |
| 2016–17      | «Нью-Йорк Рейнджерс»      | НХЛ          | 80               | 5                | 34               | 39               | 42               | 12      | 4       | 1       | 5       | 10      |
| 2017–18      | «Нью-Йорк Рейнджерс»      | НХЛ          | 82               | 4                | 21               | 25               | 39               | —       | —       | —       | —       | —       |
| 2018–19      | «Нью-Йорк Рейнджерс»      | НХЛ          | 78               | 8                | 17               | 25               | 44               | —       | —       | —       | —       | —       |
| 2019–20      | «Нью-Йорк Рейнджерс»      | НХЛ          | 60               | 8                | 15               | 23               | 41               | —       | —       | —       | —       | —       |
| 2019–20      | «Кароліна Гаррікейнс»     | НХЛ          | 7                | 0                | 1                | 1                | 4                | 8       | 0       | 2       | 2       | 4       |
| 2020–21      | «Кароліна Гаррікейнс»     | НХЛ          | 52               | 3                | 7                | 10               | 30               | 11      | 0       | 0       | 0       | 8       |
| 2021–22      | «Кароліна Гаррікейнс»     | НХЛ          | 82               | 9                | 30               | 39               | 48               | 14      | 1       | 2       | 3       | 8       |
| 2022–23      | «Кароліна Гаррікейнс»     | НХЛ          | 81               | 18               | 20               | 38               | 40               | 15      | 1       | 3       | 4       | 12      |
| 2023–24      | «Кароліна Гаррікейнс»     | НХЛ          | 80               | 13               | 34               | 47               | 40               | 11      | 1       | 8       | 9       | 6       |
| 2024–25      | Нашвілл Предаторс         | НХЛ          | 82               | 10               | 23               | 33               | 42               | —       | —       | —       | —       | —       |
| Усього в НХЛ | Усього в НХЛ              | Усього в НХЛ | 691              | 78               | 202              | 280              | 374              | 76      | 7       | 18      | 25      | 50      |

### Збірна
| Рік                | Команда            | Турнір             | Місце              | І  | Г | П | О | ШХ |
| ------------------ | ------------------ | ------------------ | ------------------ | -- | - | - | - | -- |
| 2011               | США                | U17                | 2                  | 5  | 1 | 2 | 3 | 0  |
| 2012               | США                | ЮЧС18              | 1                  | 6  | 0 | 1 | 1 | 4  |
| 2014               | США                | МЧС                | 5-е                | 5  | 0 | 1 | 1 | 0  |
| 2016               | США                | ЧС                 | 4-е                | 10 | 1 | 0 | 1 | 2  |
| 2017               | США                | ЧС                 | 5-е                | 3  | 0 | 1 | 1 | 0  |
| 2019               | США                | ЧС                 | 7-е                | 8  | 2 | 0 | 2 | 2  |
| 2025               | США                | ЧС                 | 1                  | 10 | 1 | 2 | 3 | 4  |
| Молодіжна збірна   | Молодіжна збірна   | Молодіжна збірна   | Молодіжна збірна   | 16 | 1 | 4 | 5 | 4  |
| Національна збірна | Національна збірна | Національна збірна | Національна збірна | 31 | 4 | 3 | 7 | 8  |